# Matthäus-Passion
Die Matthäus-Passion ist die Leidensgeschichte Jesu von Nazaret, wie sie das Evangelium nach Matthäus in seinen Kapiteln 26  und 27  darstellt.

## Vertonungen
Unter anderem haben folgende Komponisten die Leidensgeschichte Jesu nach Matthäus zum Gegenstand von Passionsmusiken gemacht:
- Johann Walter (um 1530)
- Orlando di Lasso (1575)
- Tomás Luis de Victoria (1585)
- Johannes Herold (1594)
- Thomas Selle (1642)
- Heinrich Schütz (1666), siehe Matthäus-Passion (Schütz)
- Anonymus (1667), sog. Uppsala-Passion, wohl in Lüneburg entstanden[1]
- Johann Sebastiani (1672)
- Johann Theile (1673)
- Johann Christoph Rothe (1697)
- Johann Georg Kühnhausen (um 1700)
- Johann Valentin Meder (1701)
- Johann Sebastian Bach (1727/1729?), siehe Matthäus-Passion (J. S. Bach)
- Johann Theodor Roemhildt (1736)
- Georg Philipp Telemann (1722, 1726, 1730, 1734, 1738, 1742, 1746, 1750, 1754, „Danziger Passion“ 1754, 1758, 1762, 1766)
- Gottfried August Homilius
- Carl Philipp Emanuel Bach (1769, 1773, 1777, 1781, 1785, 1789), siehe Matthäus-Passion (C. P. E. Bach)
- Ernst Pepping (1950)
- Ulrich Nehls Passionsmusik nach dem Evangelisten Matthäus (1990)
- Tan Dun Water Passion nach Matthäus (1999/2000)
- Sven-David Sandström (2014)

Matthäus-Passion  ist auch der Titel eines österreichischen Musikfilms von 1949 mit Elisabeth Schwarzkopf, Elisabeth Höngen und Karl Schmitt-Walter, Regie Ernst Marischka. 
Matthäus-Passion ist auch ein Ballett von John Neumeier.